# Sepp Moder
Sepp Moder, avstrijski pravnik, inženir in politik, 24. januar 1893, Spodnje Radvanje, † ?.
Med letoma 1941 in 1945 je bil župan Občine Trbovlje in hkrati njen edini neslovenski župan.

## Življenje
Pred drugo svetovno vojno je bil zaposlen kot inženir v podjetju Wagner biro v Gradcu.
V Trbovlje se je z ženo Hedwig in sinom Heimom preselil 24. junija 1941. Županovanje je začel 1. septembra.
Znan naj bi bil po svoji grabežljivosti. Znano je tudi, da se je na veliko okoriščal s premičninami izgnanih trboveljskih izobražencev in z nakaznicami za nakup blaga. O tem je celo sam deželni svetnik trboveljskega okrožja Frohner 19. septembra 1941 obvestil šefa civilne uprave (Überreitherja).
V noči med 28. in 29. aprilom 1942 so partizani med več napadi napadli tudi hišo, v kateri je stanoval Moder, vendar se je le-ta takrat nahajal v Gradcu.
Od maja do 11. oktobra 1944 je v partizane odšlo 2373 oseb, med drugim tudi 21 občinskih uslužbencev, katerim je Moder povsem zaupal in jim pripisoval delno nemško poreklo.